# Merima Čelik
Merima Čelik (* 1989) ist eine bosnische Fußballschiedsrichterin.
Seit 2017 steht sie auf der Liste der FIFA-Schiedsrichter und leitet internationale Fußballpartien. Sie gehört sie zur Gruppe der UEFA-First-Category-Schiedsrichterinnen.
Čelik leitete bzw. leitet Spiele in der Qualifikation zur Women’s Champions League, in der Qualifikation für die Europameisterschaft 2022 in England (ein Spiel) sowie diverse Qualifikations- und Freundschaftsspiele. Zudem war sie Vierte Offizielle bei der U-17-Europameisterschaft 2022 in Bosnien und Herzegowina.